# سكوت ك. جنكينز
سكوت ك. جنكينز (بالإنجليزية: Scott K. Jenkins)‏ هو سياسي أمريكي، ولد في 1950 في أوغدن في الولايات المتحدة. نشط حزبياً في Utah Republican Party ‏ والحزب الجمهوري. وقد انتخب عضو مجلس ولاية يوتا.